# 克里斯·柯克兰
基斯·卻克蘭（英語：Chris Kirkland，1981年5月2日—），前英格蘭職業足球員，司職守門員。曾效力利物浦、李斯特城及錫周三，曾是英格蘭國家隊的守門員。

## 生平
早年
卻克蘭早於1987年加盟英冠球會高雲地利當學徒球員，在1999年首次替高雲地利城在聯賽盃對燦美爾的比賽中正選上陣。
在2000-01年球季裡，由於當時高雲地利城正選守門員希特文經常受傷，令卻克蘭時常獲得上陣機會，其中在當季作客利物浦的聯賽中，最後高雲地利城落敗，不過卻克蘭就獲得當時的利物浦領隊侯利亞賞識。
利物浦
於2001-02年球季卻克蘭以600萬英鎊轉會費改投英超老牌球會利物浦。及後獲得英格蘭U21領隊的注意，於2003年獲得前英格蘭國家足球隊領隊艾歷臣提升為國家隊二號守門員，不過只是列入英格蘭大軍名單，作為兩位正選門將占士及保罗·罗宾逊的替補。直至英格蘭國家足球隊領隊轉為麥卡倫後，才在2006年8月對希臘的友賽中才首次為國家隊上陣。
而柯克兰首次代表国家队上阵也引起了英国媒体的关注。柯克兰的父亲曾在1994年即柯克兰13岁时在博彩公司下注100英镑，以1赔100的赔率赌柯克兰能在30岁前作为英格兰国家足球队的守门员出场。此时柯克兰25岁，他父亲因此获得了1万英镑的赌金。
與此同時，侯利亞於2004年辭職，改由西班牙人賓尼迪斯接掌利物浦。賓尼迪斯一上台大量羅致同胞球員，其中有擔任門將的連拿。而這時卻克蘭一直受傷患影響，曾一度養傷達3個月。在賓尼迪斯執教利物浦一季後，卻克蘭先後被外借到西布朗及韋根。在外借西布朗期間卻克蘭並未擺脫傷患的因擾，僅上陣過10場联賽；最終韋根在外借合約未完結前作出收購行動成功將卻克蘭收歸旗下，簽約三年。
韋根
柯克兰在領隊布魯士麾下奠定一號門將席位，2008年5月21日與球會續約至2012年6月。2010/11年球季韋根在開季首兩場賽事接連以0-4及0-6分別大敗於升班馬黑池及衛冕冠軍車路士腳下，領隊馬天尼斯棄用卻克蘭，改用從保頓借用的艾哈比斯擔任正選門將，自此只曾在聯賽對保頓，艾哈比斯因借用條款不能上陣，他才獲派上陣1次。2010年11月25日卻克蘭獲外借返回家鄉的英冠球會莱斯特城直到翌年1月，但他在操練時因腰背痛而需返回韋根接受治療，幸而迅速復原得以繼續借用，期間為李斯特城上陣3場失掉7球，球隊僅得1和2負的成績。2011年1月5日借用期滿返回韋根的柯克兰再次在對保頓的聯賽上陣，但他在下半場與對方瑞典前鋒艾文達相撞後，需用擔架抬離場。
韋根正式羅致艾哈比斯後卻克蘭一直沒有上陣機會，終於在2011年10月12日再獲外借，加盟英冠球會唐卡士打直至翌年1月，於10月14日首次上陣主場以0-3負於列斯聯後，再次因背部痙攣的老問題，而被迫提早結束借用返回韋根接受治療。
錫周三
2012年5月24日，剛升上英冠的錫周三宣佈卻克蘭於6月30日約滿韋根後會正式加盟，合約為期兩年。

## 球会榮譽
- 2003年英格蘭联賽杯冠軍
- 2005年歐洲联賽冠軍杯冠軍

## 外部連結
- 足球数据库：克里斯·柯克兰的球员统计数据
- FootballDatabase：簡介及統計 （页面存档备份，存于）
- 英格蘭足總簡介 （页面存档备份，存于）